# イーナちゃんとテディベア
『イーナちゃんとテディベア』（スウェーデン語：En liten julsaga）は、スウェーデンの映画作品。

## 物語
イーナはストックホルムで家族と暮らす幼女である。イーナはノノーと名付けたテディベアを溺愛しており、片時も手放すことがない。12月のある日、母親と買い物に出かけたイーナは、地下鉄の雑踏の中でノノーを落としてしまう。ノノーは老人に拾われ、郵便局に預けられるが、手違いで郵便貨車に載せられてしまう。以降、ノノーはさまざまな人の手を渡りながら、スウェーデン全土を旅することになる。一方ノノーを落としてしまったイーナは悲嘆に暮れる毎日を送る。母親はノノーの手がかりを見つけるものの、偶然が重なって取り戻すことができない。しかしクリスマスの日、アメリカから帰国してきたイーナの兄が予期せぬ知らせをもたらす。

## キャスト
| 役名   | 俳優                     | 日本語吹替 |
| ------ | ------------------------ | ---------- |
| イーナ | リサ・マルムボルイ       | 山下夏生   |
| ママ   | グニッラ・レール         | 名越志保   |
| パパ   | トーマス・ヘーデングラン | 清水明彦   |
|        | ゲスタ・ブレデフォルト   |            |
| ヤコブ | イェスペル・サレーン     | 川島得愛   |

- その他の声の吹き替え：藤本譲／湯屋敦子／沢りつお／石井隆夫／岩崎ひろし／西宏子／桜澤凛／相田さやか／久保田恵